# Astrapogon stellatus
Astrapogon stellatus és una espècie de peix pertanyent a la família dels apogònids.

## Descripció
- Pot arribar a fer 8 cm de llargària màxima.[3][4]

## Reproducció
Els mascles coven els ous dins llurs boques.

## Alimentació
Menja durant la nit crustacis petits.

## Hàbitat
És un peix marí, associat als esculls i de clima tropical (32°N-24°S) que viu entre 1 i 40 m de fondària. Té una relació de comensalisme amb Strombus gigas (viu a la cavitat del mantell d'aquest darrer) i amb el bivalve Atrina rigida.

## Distribució geogràfica
Es troba a l'Atlàntic occidental central: des de Bermuda, Florida (els Estats Units) i les illes Bahames fins a les Antilles i Rio de Janeiro (el Brasil).

## Observacions
És inofensiu per als humans.